# 核取方塊

Microsoft Windows上使用傳統配色的核取方塊例子，括號內的為快速鍵

，又叫「多選框」、「方框」，是圖形用戶界面上的一種控件。它容許用戶在一組選項中任意選擇合適的選項。核取方塊的外觀一般是一個空白的方洞。而在它的旁邊則通常有一個文字的標籤。它的用途除了描述之外，還可用於選擇該選擇：當用戶按下標籤，所應的選擇鈕就會被選上。已選上的選擇鈕一般會在方洞內加上一个选中的符号，如黑色方块（■）、勾號（✓）或叉号（×）。
另外為了加強可親性（accessibility），核取方塊可以對應上一個快速鍵（access key），使用家可使用鍵盤上的按鍵來選擇所應的核取方塊。一般來說，標籤上的快速鍵會用底線標示，例如代表A為快速鍵。而當快速鍵沒有在標籤內出現，便會用括號表示，例如「啟用(A)」。
當選項很多時，多選下拉式選單或每一条目自带小核取方塊的列表框可能比較適合，因為它所佔用的畫面空間比核取方塊來得要少。

## 半選的核取方塊
有些應用程式使用的核取方塊可以半選，中间表示选中的符號或是整个复选框背景會變成灰色、半透明或变为其它形状。這個狀況常在樹狀檢視等对多个对象一同操作时使用，以代表該選項下的子選項沒有被全選。當半選的核取方塊被點選時，它便會變成平常的核取方塊，而它的子選項亦會跟隨全選或取消全選。

## 其它形式
在某些情况，复选框可能以按钮的形式显示：按钮被按下后不会弹回，而是保持按下的状态，来表示选中；要再按一次才会恢复到凸起状态，表示取消选中。